# كارل مولر (جيولوجي)
كارل مولر (بالألمانية: Carl Hermann Müller) (و. 1823 – 1907 م) هو جيولوجي، من الإمبراطورية الألمانية، ولد في لايزنيغ، توفي في فرايبرغ، عن عمر يناهز 84 عاماً.

## جوائز
حصل على جوائز منها:
- وسام ألبرت الملكي الساكسوني [الإنجليزية]‏
- Geheimer Bergrat ‏.